# Dialectes podlachiens de la langue ukrainienne
 (juin 2025).
La mise en forme du texte ne suit pas les recommandations de Wikipédia : il faut le « wikifier ».
Les points d'amélioration suivants sont les cas les plus fréquents. Le détail des points à revoir est peut-être précisé sur la page de discussion.
- Les titres sont pré-formatés par le logiciel. Ils ne sont ni en capitales, ni en gras.
- Le texte ne doit pas être écrit en capitales (les noms de famille non plus), ni en gras, ni en italique, ni en « petit »…
- Le gras n'est utilisé que pour surligner le titre de l'article dans l'introduction, une seule fois.
- L'italique est rarement utilisé : mots en langue étrangère, titres d'œuvres, noms de bateaux, etc.
- Les citations ne sont pas en italique mais en corps de texte normal. Elles sont entourées par des guillemets français : « et ».
- Les listes à puces sont à éviter, des paragraphes rédigés étant largement préférés. Les tableaux sont à réserver à la présentation de données structurées (résultats, etc.).
- Les appels de note de bas de page (petits chiffres en exposant, introduits par l'outil «  Source ») sont à placer entre la fin de phrase et le point final[comme ça].
- Les liens internes (vers d'autres articles de Wikipédia) sont à choisir avec parcimonie. Créez des liens vers des articles approfondissant le sujet. Les termes génériques sans rapport avec le sujet sont à éviter, ainsi que les répétitions de liens vers un même terme.
- Les liens externes sont à placer uniquement dans une section « Liens externes », à la fin de l'article. Ces liens sont à choisir avec parcimonie suivant les règles définies. Si un lien sert de source à l'article, son insertion dans le texte est à faire par les notes de bas de page.
- La présentation des références doit suivre les conventions bibliographiques. Il est recommandé d'utiliser les modèles {{Ouvrage}}, {{Chapitre}}, {{Article}}, {{Lien web}} et/ou {{Bibliographie}}. Le mode d'édition visuel peut mettre en forme automatiquement les références.
- Insérer une infobox (cadre d'informations à droite) n'est pas obligatoire pour parachever la mise en page.

Pour une aide détaillée, merci de consulter Aide:Wikification.
Si vous pensez que ces points ont été résolus, vous pouvez retirer ce bandeau et améliorer la mise en forme d'un autre article.
 (juin 2025).
Sa qualité peut être largement améliorée en utilisant un vocabulaire plus directement compréhensible.
Les dialectes ukrainiens de Podlachie, la langue chachłacki ou la langue podlachienne (la langue utilisée dans la région de Podlachie, le plus souvent nommée par des locaux une langue prosty (simple) ou tutejszy (locale)) - un terme désignant divers dialectes langues slaves orientales, actuellement utilisés principalement par la population orthodoxe habitant la région de Podlachie, le plus souvent classés comme dialectes de la langue ukrainienne (dialecte de Polésie occidentale), différant cependant de celui-ci par de nombreuses caractéristiques phonétiques et morphologiques et contenant généralement de nombreuses influences des langues voisines : polonais, russe, biélorusse . Les dialectes « chachłackie » sont utilisés par la population orthodoxe (au nord du Bug) et catholique romaine (au sud du Bug) de la Podlachie centrale et Podlachie du Sud (autour de Siemiatycze, Bielsk Podlaski et Biała Podlaska).

## Problèmes de définition
Les dialectes décrits sont parfois appelés dans l'ensemble comme « langue podlachienne » ou « dialecte podlachien-ruthène », tandis que dans le langage courant, ils sont communément appelés « langue chachłacki ». L'opinion dominante parmi les linguistes est que le terme « langue chachłacki » fait référence aux dialectes ukrainiens du nord qui étaient autrefois répandus sur le territoire allant de la rivière Narew au nord jusqu'à la ligne passant légèrement au sud de Włodawa et Parczew, où les dialectes chachłackie se sont transformés en dialectes de Chełm et dialects volhyniens. Cependant, actuellement la plupart des locuteurs de la langue chachłacki vivent au nord du fleuve Bug et s’identifient très rarement à la nationalité ukrainienne . De plus, le système phonétique et morphologique de la langue chachłacki la distingue considérablement de l'ukrainien et du biélorusse . En raison de l'influence à long terme de la langue et de la culture polonaises, le dialecte de Podlachie est saturé d'emprunts au polonais dans une mesure bien plus grande que la version littéraire de la langue ukrainienne, qui est basée sur les dialectes du fleuve Dniepr.

## Contexte historique
Les traits caractéristiques de la langue chachłacki ont probablement commencé à se former au XIVe siècle. Le développement de son système phonétique et morphologique spécifique (y compris des traits caractéristiques tels que les diphtongues dans les syllabes accentuées, la dépalatalisation des consonnes dentales et labiales avant la voyelle « e », ukanie, etc.) a été influencé par sa situation périphérique à la frontière polono-ukrainienne-biélorusse et par la pénétration d'éléments des dialectes ukrainiens du sud-ouest vers le nord.
Le chercheur des dialectes ruraux de l'ancien district de Radzyń, S. Żelechowski, soulignait en 1884 la popularisation du terme « langue chachłacki » parmi la population pour décrire leur langage. Il a suggéré que le nom avait été apporté par les garçons locaux de l'armée tsariste, car en fonction de la langue qu'ils utilisaient là-bas, ils étaient considérés comme des « chachły » (un terme qui était un terme péjoratif pour les Ukrainiens). Le nom « langue chachłacki » est toujours populaire parmi ses utilisateurs et est utilisé plus souvent que tout autre terme pour les dialectes locaux (parfois aussi par les institutions socioculturelles), et ne porte actuellement aucune connotation péjorative. Les utilisateurs des dialectes eux-mêmes les appellent « les nôtres », « simples » ou simplement ukrainiens (au sud du Bug), au nord du Bug le terme le plus couramment utilisé est « le nôtre » (hovoryti po svojomu – parler à notre manière).

## Situation actuelle
Actuellement, la connaissance active de « chachłacki » est principalement détenue par les personnes âgées (cela s'applique particulièrement à la partie sud de Podlachie). Les personnes ayant une connaissance active de cette langue habitent aujourd'hui une zone compacte couvrant la partie orientale du district de Bielsk, la partie occidentale du district de Hajnówka et la partie orientale du district de Siemiatycze, et si elles ont une conscience nationale autre que le polonais, elles se définissent généralement comme Biélorusses. Les résultats du recensement national de 2002 indiquent que la population vivant sur le territoire des dialectes chachłackie constitue environ 75 % de la minorité nationale biélorusse actuelle.
Un nouveau phénomène observé lors du recensement national de 2011 a été l’émergence d’un certain nombre de termes dialectaux et vernaculaires différents utilisés par les répondants pour désigner leur langue maternelle et la langue qu’ils utilisaient à la maison. Au cours de cette étude, 669 citoyens polonais ont déclaré utiliser le « dialecte frontalier polono-biélorusse » dans leurs contacts familiaux, tandis que 516 personnes utilisaient le « dialecte biélorusse-ukrainien »  . Dans le même temps, 554 personnes ont déclaré que leur langue maternelle était le « dialecte de la région frontalière polono-biélorusse » et 425 personnes ont déclaré que leur langue maternelle était le « dialecte biélorusse-ukrainien »  .
Actuellement, en Podlachie, une tendance se développe qui postule la codification des dialectes chachłackie comme une microlangue podlachienne distincte. Elle est représentée par Jan Maksymiuk, un journaliste biélorusse de Podlachie. Il est le créateur de l'alphabet podlachien basé sur l'alphabet latin et adapté pour écrire les sons caractéristiques des dialectes podlachiens. Maksymiuk a commencé la promotion internationale de la langue podlachienne, normalisée grammaticalement et orthographiquement, et a publié un certain nombre d'articles sur la langue podlachie dans des publications scientifiques.
Des textes en langue podlachienne sont actuellement publiés, dans différentes orthographes, dans des revues nationales minoritaires telles que « Nad Buhom i Narwoju », « Czasopis » et « Bielski Hostineć ». Le premier auteur qui a commencé à utiliser la langue podlachienne dans ses œuvres était Mikołaj Jańczuk . Plus tard, Stepan Sydoruk, Jan Kiryziuk, Jerzy Hawryluk et Eugenia Żabińska ont écrit certaines de leurs œuvres dans cette langue. En 2006, Wiktor Stachwiuk a publié un livre écrit dans son dialecte natal intitulé Siva zozula, sur son village natal de Trześcianka. Des livres en écriture cyrillique ont également été publiés par Doroteusz Fionik (notamment Bieżeństwo. Droga i powroty, Miasta w historii i kulturze podlaskich Białorusinów). Les éditions en langue podlachienne des contes de fées pour enfants Kazki po-svojomu (2017) et Kazki Andersena dla małych i starych (2019) ont été publiées. En 2018, le recueil de poésie Na porozi de Barbara Góralczuk a été publié. En 2019, un livre de Halina Maksymiuk intitulé Biêlśk, Knorozy, Ploski (i inšy vjoski) et un recueil de poésie de Zoja Saczko Poka ont été publiés.
En 2011, Jan Maksymiuk a commencé une coopération avec l'actrice Joanna Stelmaszuk-Troc et a traduit en langue podlachienne les textes de plusieurs pièces produites au Théâtre Czrevo qu'elle a fondé, notamment la nouvelle d'Oksana Zabużko Bajka o kalinowej fujarce (pièce Ja ju poli verboju rosła, créée en 2011), la pièce de Federico García Lorca Yerma (pièce PustaJa, créée en 2013), la pièce d'Anton Tchekhov Une demande en mariage (pièce Divosnuby, créée en 2019).

## Exemple
| Texte podlachien | Traduction polonaise | Traduction française |
| --- | --- | --- |
| Pudlaśka mova naležyt do tych rêdkich indoeuropejśkich movuv, u kotorych, okrum odinóčnoji i mnôžnoji ličby, vystupaje dovoli prymiêtno šče tak zvana parnája ličba. U słovjanśkich movach parnaja ličba jak povnopravna gramatyčna kategoryja zachovałasie do diś tôlko v słovenśkuj, nižniołužyćkuj i verchniołužyćkuj movach. U inšych słovjanśkich movach zachovalisie tôlko relikty parnoji ličby, ale v pudlaśkuj movi siêty relikty namnôho častiejšy, čym, naprykład, u biłoruśkuj, ukrajinśkuj i pôlśkuj razom uziatych. | Język podlaski zalicza się do tych nielicznych języków indoeuropejskich, w których, oprócz liczby pojedynczej i mnogiej, dość wyraźnie występuje również tak zwana liczba podwójna. W językach słowiańskich liczba podwójna jako pełnoprawna kategoria gramatyczna zachowała się do dzisiaj tylko w języku słoweńskim, dolnołużyckim i górnołużyckim. W innych językach słowiańskich zachowały się jedynie relikty liczby podwójnej, w języku podlaskim jednak owe relikty są o wiele częstsze niż na przykład w językach białoruskim, polskim i ukraińskim razem wziętych. | La langue podlachien est l'une des rares langues indo-européennes dans lesquelles, en plus du singulier et du pluriel, le nombre dit duel apparaît également assez clairement. Parmi les langues slaves, le duel en tant que catégorie grammaticale à part entière n'a été conservé jusqu'à ce jour qu'en slovène, en bas-sorabe et en haut-sorabe. Dans d'autres langues slaves, seules des reliques du duel ont été conservées, mais dans la langue podlachien, ces reliques sont beaucoup plus fréquentes que, par exemple, dans le biélorusse, le polonais et l'ukrainien réunis. |